# Sartor Resartus
Sartor Resartus — роман Томаса Карлейля. Название переводится с латыни как «Перекроенный портной». Впервые был опубликован частями в 1833—1834 годах. Написан в форме комментария к мыслям и биографии вымышленного немецкого философа Диогена Тёйфельсдрёка (нем. Diogenes Teufelsdrökh — «Богорождённый Чертов Помёт»), автора труда «Одежда: её происхождение и влияние», но на самом деле Sartor Resartus — это т. н. роман о романе (англ. poioumenon). Трансценденталистские размышления Тёйфельсдрёка сопровождаются оценкой скептического английского Издателя, а также обрывками из биографии философа. Книга частично является пародией на Гегеля и на немецкий идеализм вообще.

## История публикации
Карлейль, испытывавший трудности с поиском издателя для Sartor’а, впервые опубликовал его в виде очерка в октябре 1831 года. В 1833—1834 годах роман выходил частями в журнале Fraser’s Magazine. Наконец, отдельное издание Sartor Resartus’а вышло в 1836 году в Бостоне и в 1838 году — в Лондоне.
На русский язык книга была переведена литератором Николаем Горбовым. Первое издание вышло в 1902 году, второе — в 1904. После революции книга не переиздавалась.

## Главные темы
Sartor Resartus задумывался как новый вид литературы: книга, основанная одновременно на фактах и вымысле, серьёзная и сатирическая, теоретическая и историческая. Она содержит иронические комментарии по поводу собственной формы, заставляя читателя решать самому, что в ней истинно, а что нет. Тем самым книга продолжает идеи «Тристрама Шенди», написанного Лоренсом Стерном в 1760 году. Воображаемая «философия одежды» Тёйфельсдрёка развивает другую идею, согласно которой «общество построено на одежде». Последняя полагается как феномен, изменяемый в истории, постоянно перестраиваемый обществом в разного рода моды, формы власти и системы верований. В книге описывается близкая к Фихте концепция религиозного обращения, основанного не на принятии Бога, но на абсолютной свободе воли, которая сама борется со злом и создаёт смыслы. Это даёт причины считать Sartor Resartus’а примером раннего экзистенциалистского текста.

## Успех книги
Книга имела большой успех в США. Она была горячо одобрена Ральфом Эмерсоном и в дальнейшем повлияла на развитие новоанглийского трансцендентализма. Роман «Моби Дик» Германа Мелвилла также написан под сильным влиянием Sartor Resartus’а. Книгой зачитывались Фридрих Энгельс, Адольф Гитлер, Дуайт Эйзенхауэр. Последний постоянно держал её при себе, пока с 1942 по 1945 годы руководил Главным командованием союзных сил. Он говорил, что «мудр тот человек, который прочтя этот шедевр, действует согласно его призыву». Хорхе Луис Борхес писал:

Я был ошеломлён Карлейлем. Я читал Sartor Resartus’а и помню многие из его страниц; я знаю их наизусть.

## Персонажи и места действия

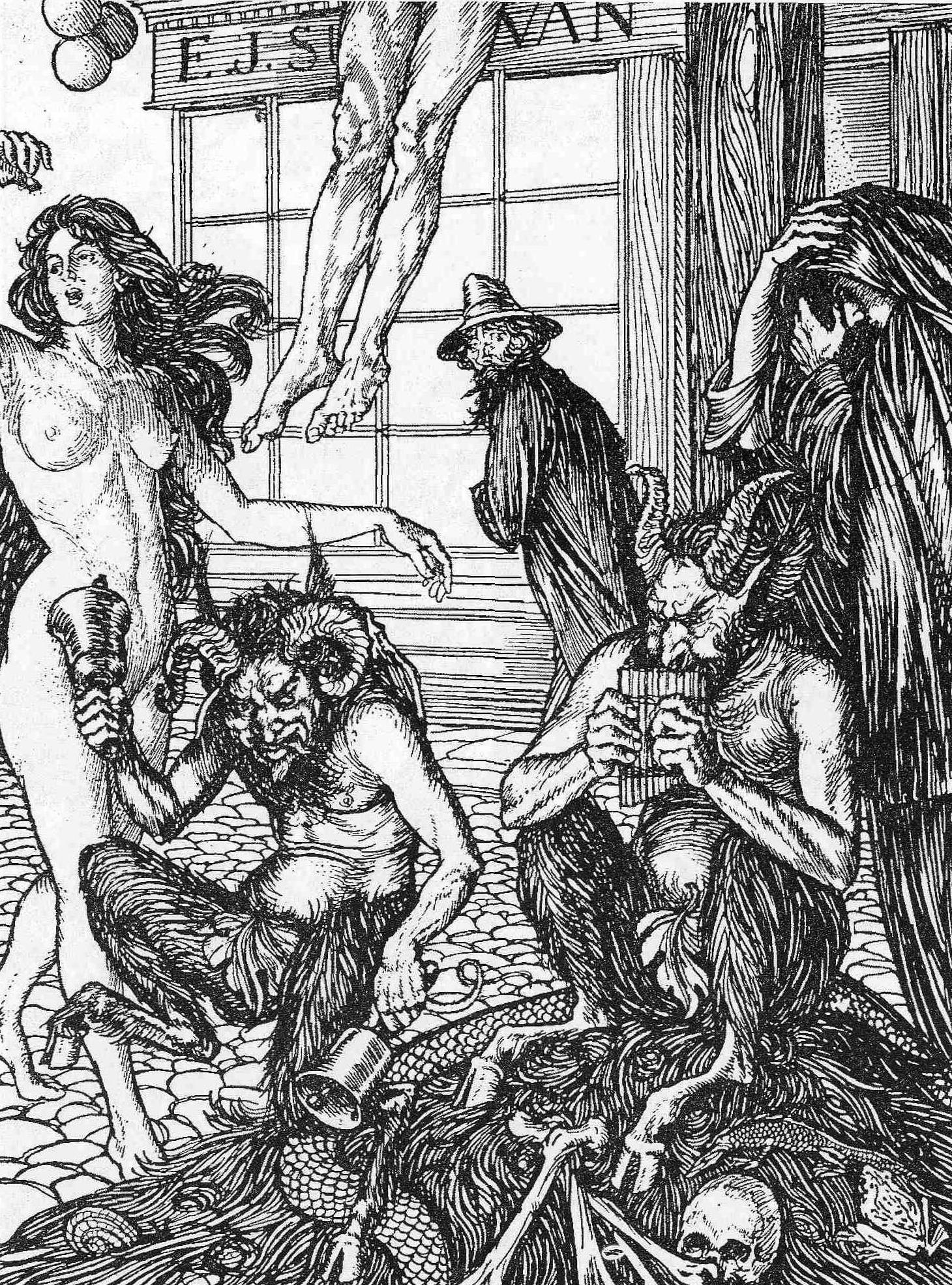
Тёйфельсдрёк на Монмаут-стрит. Иллюстрация Салливан, Эдмунд Джозеф

### Блумина
Искусительница, которая, подобно Калипсо, соблазнила Тёйфельсдрёка в начале его пути, но она же помогла ему понять, что не только в чувствах, пусть прекрасных, стремления души могут найти удовлетворение.

### Дамдрадж
Воображаемая деревня, жители которой много и тяжело трудятся (англ. drudge), однако не замечают этого, как и жители всех других деревень в мире.

### Гофрат Гейшреке
Государственный советник Гофрат Гейшреке (нем. Heischrecke — кузнечик) — общий, будто небрежно описанный персонаж второго плана, слепой поклонник Тёйфельсдрёка, олицетворение беспорядка, а также единственный, кто консультирует Издателя и поощряет его в работе. О нём говорится, что это «застенчивый человек, страдающий от чувства только физического холода».

### Вейснихтво
Вейснихтво (нем. Weiß nicht wo — Невестьгде) — типичный европейский город первой четверти XIX века; одновременно — средоточие всего добра и зла в мире (ср. Кеннаквайр у Вальтера Скотта).